# Gouts
Gouts (okzitanisch: Gots) ist eine französische Gemeinde mit 272 Einwohnern (Stand: 1. Januar 2022) im Département Landes in der Region Nouvelle-Aquitaine. Gouts gehört zum Arrondissement Dax und zum Kanton Pays Morcenais Tarusate. Die Einwohner werden Goutsois genannt.

## Geographie
Gouts liegt etwa 22 Kilometer ostnordöstlich von Dax. Der Adour begrenzt die Gemeinde im Süden. Umgeben wird Gouts von den Nachbargemeinden Tartas im Norden, Souprosse im Osten, Mugron im Südosten, Laurède im Süden, Poyanne im Südwesten, Onard im Westen sowie Audon im Nordwesten.

## Bevölkerungsentwicklung
| Jahr      | 1962 | 1968 | 1975 | 1982 | 1990 | 1999 | 2006 | 2018 |
| Einwohner | 302  | 269  | 242  | 223  | 211  | 238  | 240  | 274  |

## Sehenswürdigkeiten
- Kirche Saint-Martin
- Schloss Loustaunau aus dem 18. Jahrhundert

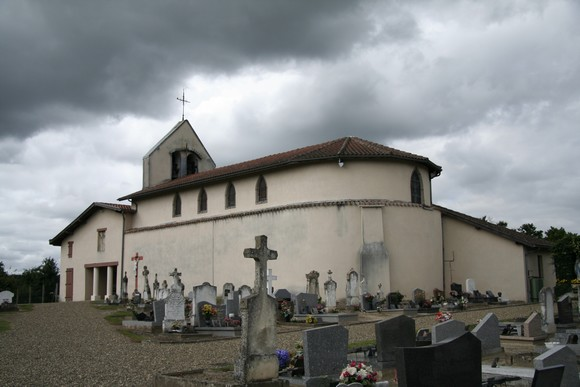
Kirche Saint-Martin
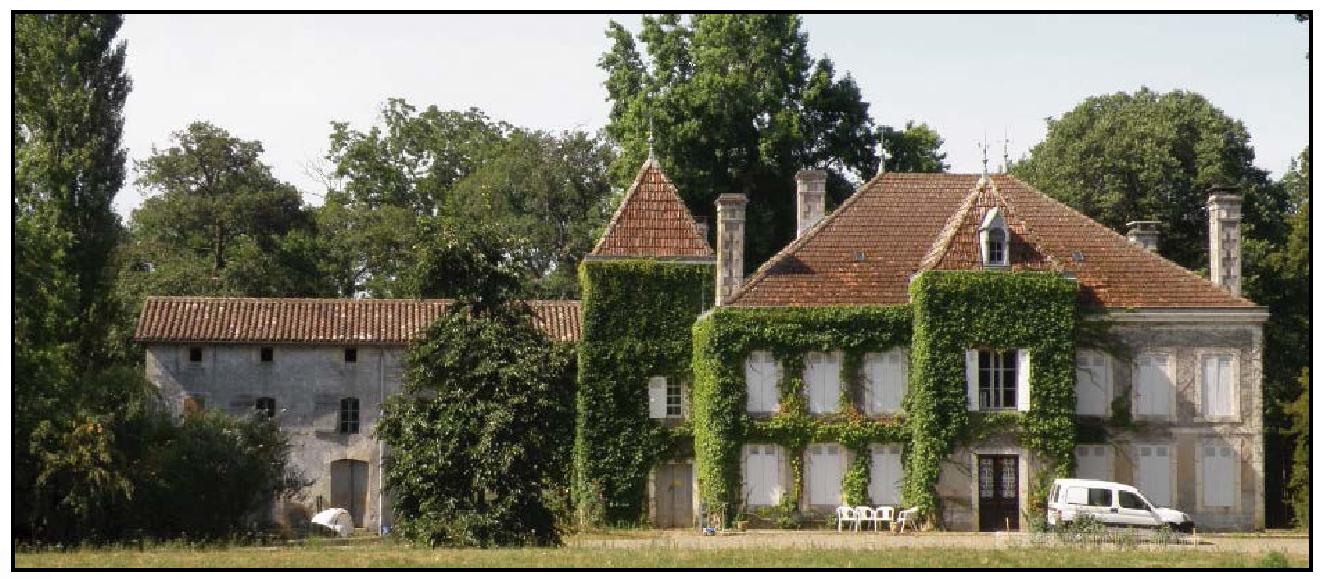
Schloss Loustaunau